# Sant’Adriano am Forum Romanum
Koordinaten: 41° 53′ 34,6″ N, 12° 29′ 7,5″ O

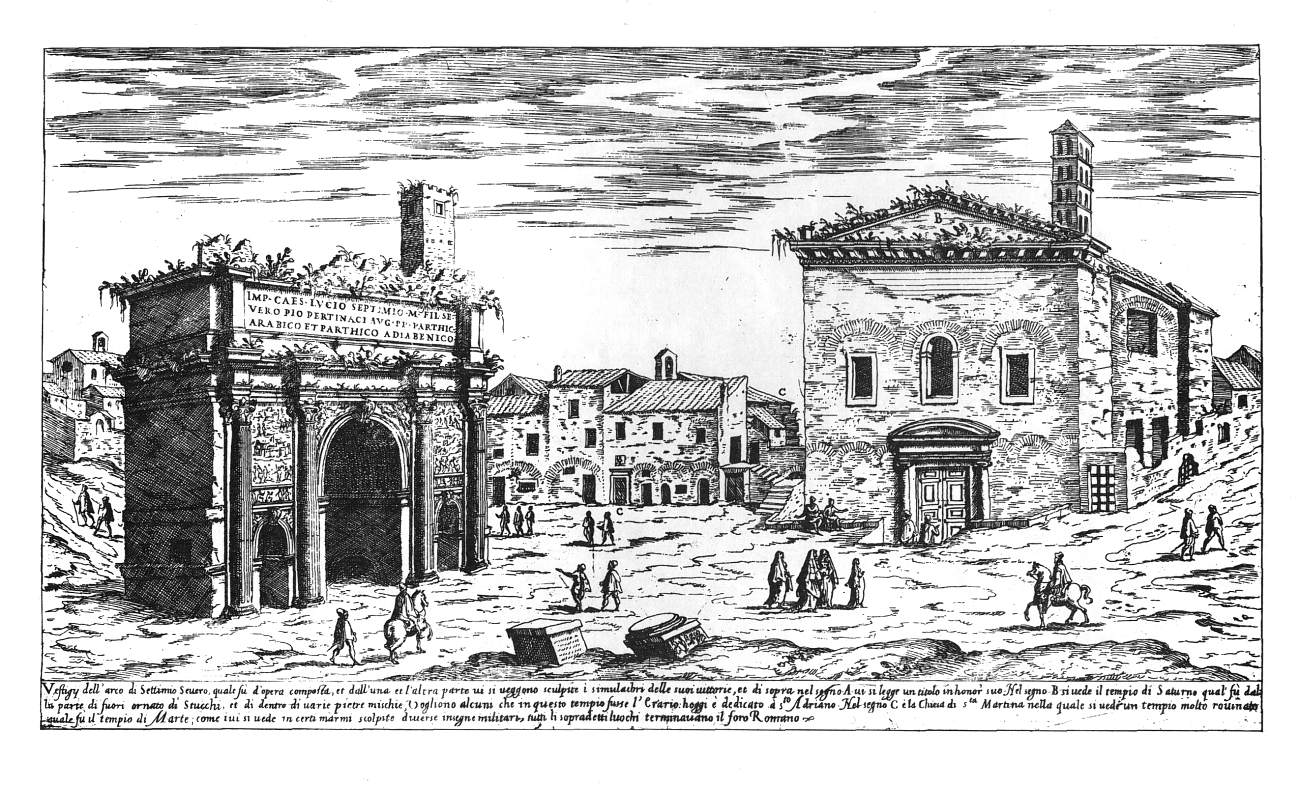
S. Adriano, die ehemalige Curia Iulia (rechts) und der Septimius-Severus-Bogen (links), Etienne Dupérac, Rom 1575.

Sant’Adriano am Forum Romanum war eine Kirche, die um 630 in der ehemaligen Curia Iulia am Forum Romanum eingerichtet und als Ecclesia beati Hadriani geweiht wurde. In den 1930er-Jahren wurde der Bau in den mutmaßlichen Bauzustand der Spätantike rückgebaut.

## Geschichte

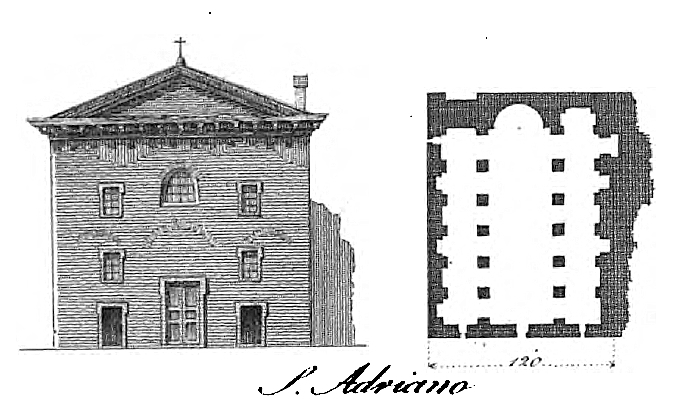
Fassade und Grundriss von S. Adriano als dreischiffige Basilika um 1100

Die Außenmauern des Gebäudes von Sant´Adriano am nordwestlichen Rand des Forum Romanum gehören noch zu der im Jahr 303 unter Kaiser Diokletian nach alten Plänen wiedererrichteten Curia Iulia, der ehemaligen Versammlungshalle des römischen Senats. Diese Curia ließ Papst Honorius I. (625–638) in eine Kirche umwandeln und weihte sie im Jahr 630 dem frühchristlichen Märtyrer Hadrian von Nikomedien, einem zur Zeit Kaiser Diokletians hingerichteten römischen Offizier, dessen Gebeine damals in die Kirche übertragen worden sein sollen. Für diese Kirche ist auch die Bezeichnung in tribus foris überliefert, wodurch ihre Lage an der Kreuzung des Forum Romanum, des Forum Iulium und des Nerva-Forums beschrieben wurde.
Eine weitere Umgestaltung erfolgte unter Papst Hadrian I. (772–795) durch den Anbau einer Apsis und die Einrichtung einer Schola cantorum. Papst Paschalis II. (1099–1118) ließ die durch Brände und Plünderungen beschädigte Kirche zu einer dreischiffigen Säulenbasilika umbauen, die um 1100 geweiht wurde. In die bisher einschiffige Halle wurden je fünf Spoliensäulen mit Arkaden eingebaut und in den Langhauswänden darüber Emporen eingerichtet. Unter dem erhöhten Chorraum befand sich eine Ringkrypta mit Zugang zu der unterhalb des Altars gelegenen Confessio. Über dem Altar stand wahrscheinlich ein Ciborium und in der Rundung der Apsis ein Bischofsthron.
Von mindestens 1062 bis 1929 war die Kirche Titeldiakonie.
Unter Beseitigung der mittelalterlichen Umbauten und der barocken Ausstattung des 17. Jahrhunderts wurde die Kirche in den Jahren 1932 bis 1937 wieder in den Bauzustand der antiken Curia von Anfang des 4. Jahrhunderts zurückversetzt. Einige Spoliensäulen mit Kapitellen, Sockeln und Basen liegen heute vor dem Eingang.

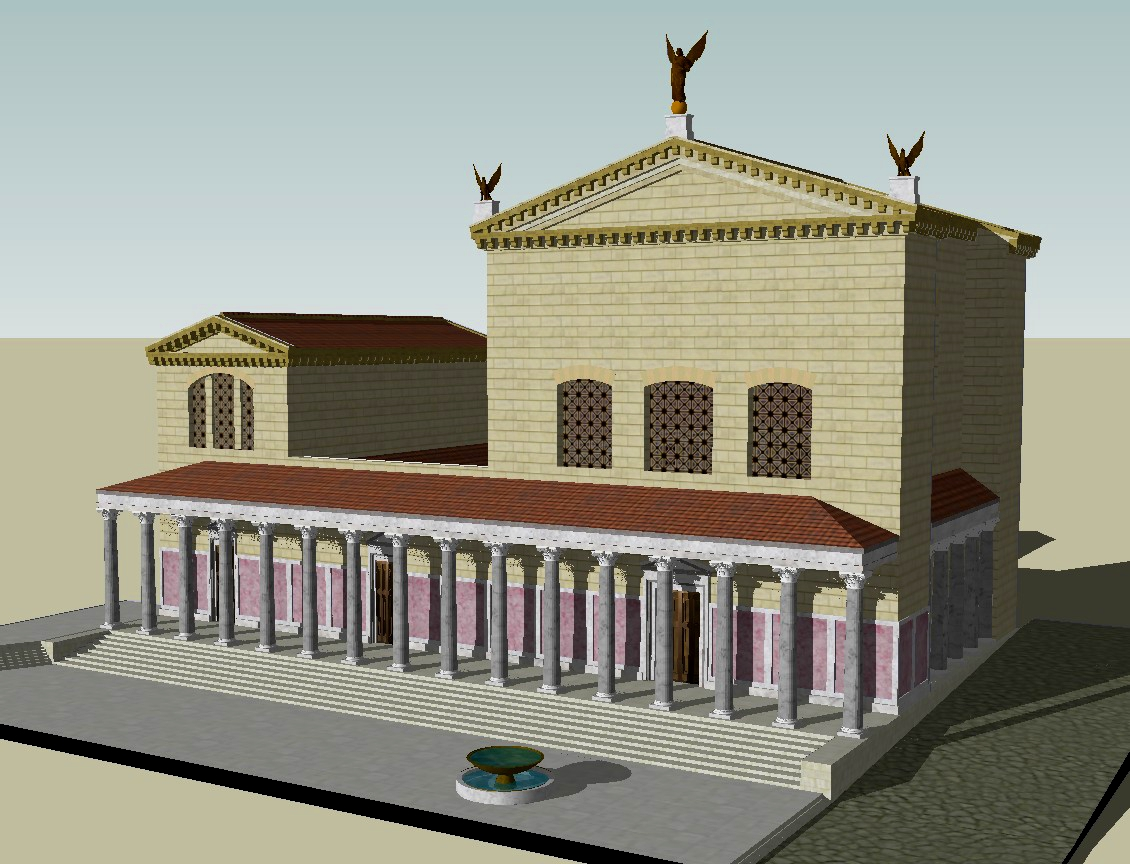
Rekonstruktion der Curia Iulia

## Baubeschreibung
Das Gebäude der Curia besteht aus einem längsrechteckigen Ziegelbau von 27 × 18 m, ist 21 m hoch und hat an den vier Ecken breite Mauerpfeiler und an den Schmalseiten Dreiecksgiebel. Die Maße entsprachen den Proportionen, die Vitruv in seinem Werk De Architectura (V. Buch, 2. Kapitel) für das Senatsgebäude vorgeschlagen hatte; danach sollte die Höhe der Hälfte der Summe von Länge und Breite entsprechen. Im oberen Teil des aufgehenden Mauerwerks hatte der Bau rundum große Fenster. Die Außenwände waren in der unteren Hälfte mit Marmorplatten verkleidet und darüber mit weißem Putz versehen. Vor dem Bau stand eine Säulenvorhalle, ursprünglich mit spätantiken Bronzetüren (um 300), die 1660 am Hauptportal der Lateranbasilika eingebaut und an der Curia durch Nachbildungen ersetzt wurden.

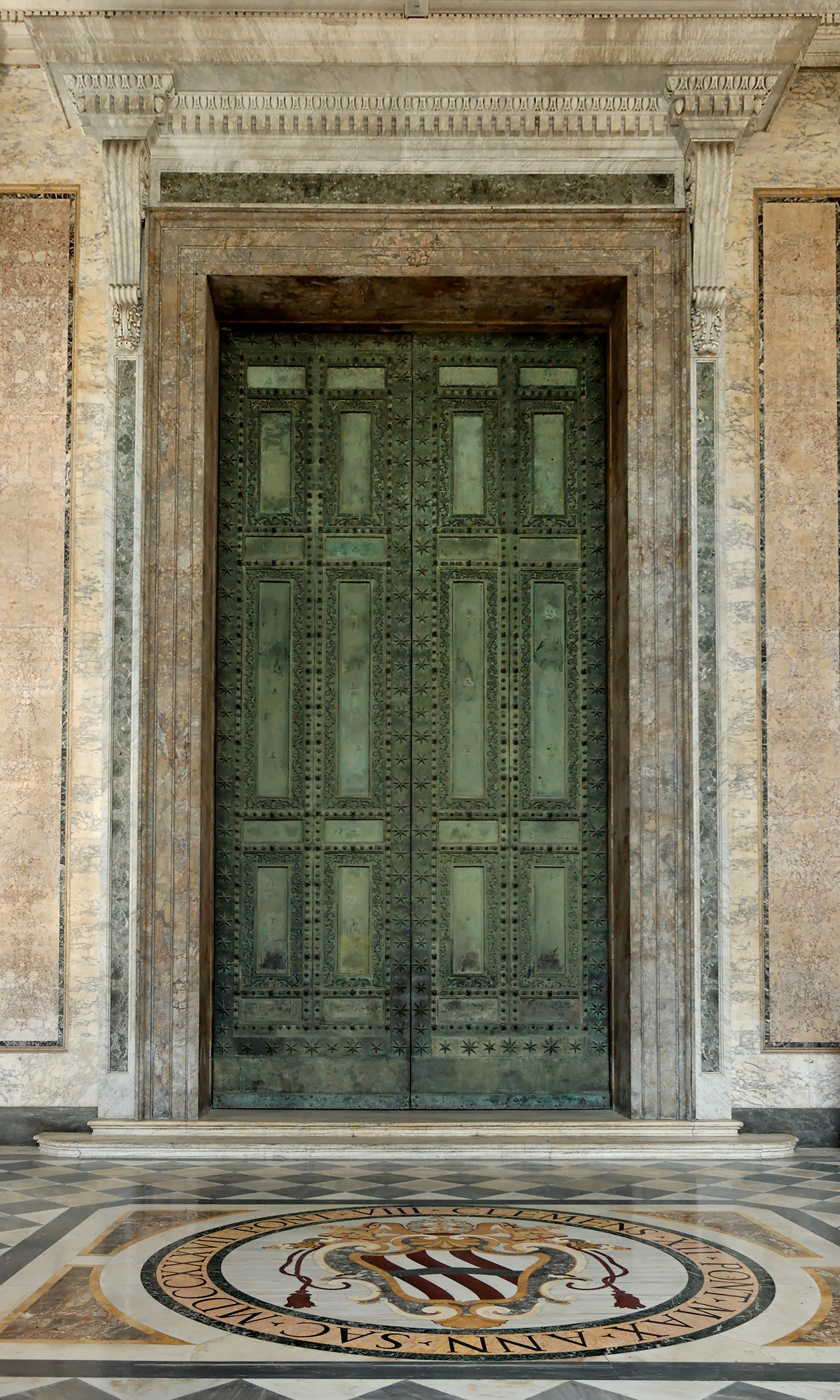
Bronzetüren der Curia Iulia, heute als Hauptportal der Lateranbasilika

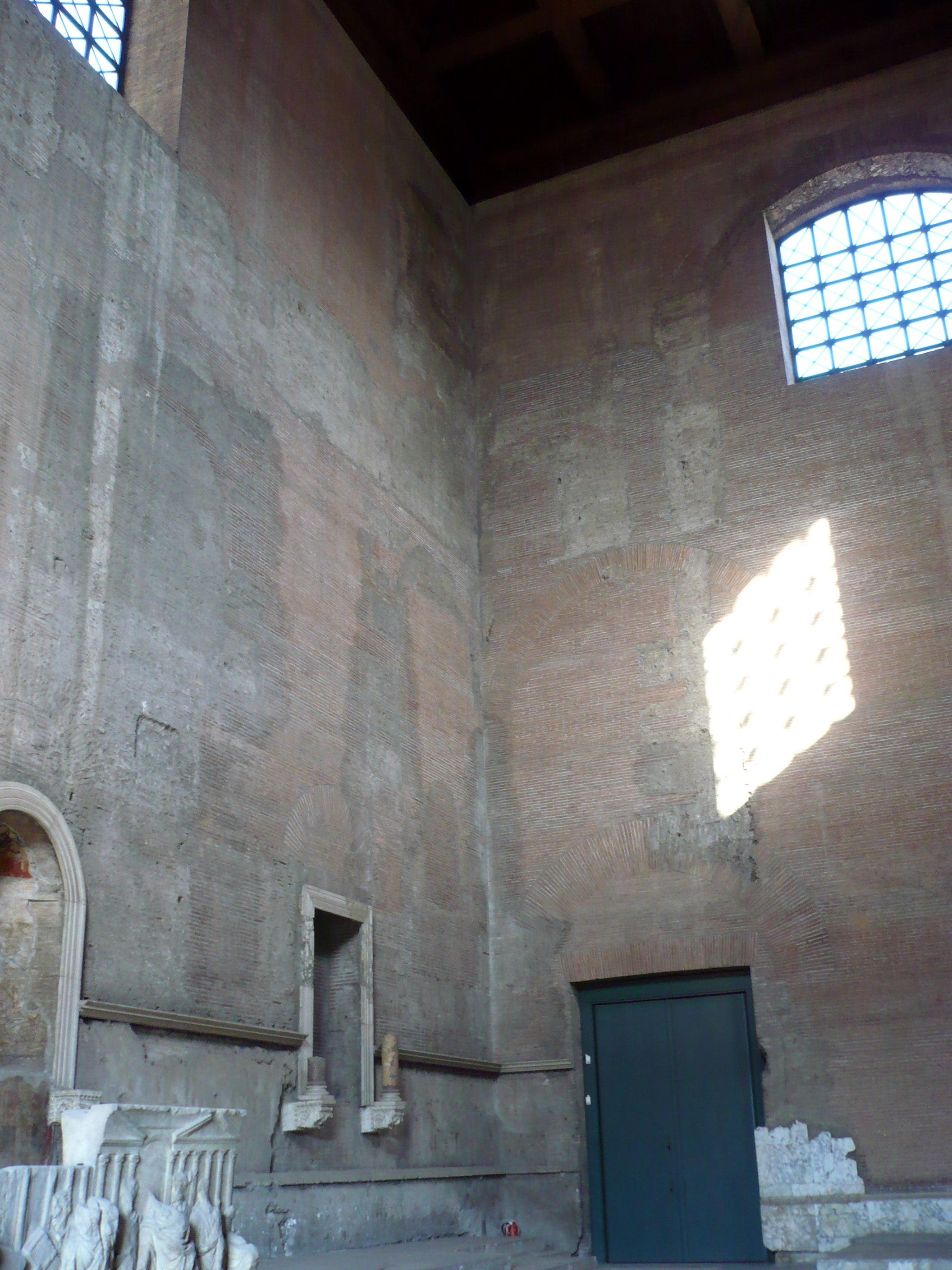
Innenraum der Curia Iulia

Im Innern waren beiderseits des Mittelgangs erhöhte Stufenreihen mit etwa 300 Sesseln für die Senatoren angeordnet; der Gang lief auf den erhöhten Sitzplatz des Vorsitzenden zu. Die mit Marmor und Porphyrplatten bestückten Längswände wurden abwechselnd durch rechteckige und halbrunde Nischen mit großen Fenstern durchbrochen. Der Fußboden war mit intarsiertem Marmor ausgelegt.